# Agama planiceps
Agama planiceps är en ödla i familjen agamer som förekommer i södra Afrika.
Hos arten har hannar ett intensivt rött huvud och en mörkblå kropp. Honans grundfärg är mörk och minst på huvudet finns gula eller andra ljusa fläckar.
Utbredningsområdet ligger i nordvästra Namibia och i angränsande regioner av Angola. Ödlan lever i låglandet och i bergstrakter upp till 1700 meter över havet. Den vistas i klippiga regioner som är täckta av buskar eller annan låg växtlighet. Honor lägger ägg.
För beståndet är inga hot kända och hela populationen bedöms som stabil. IUCN lister arten som livskraftig (LC).